# Акония Фабия Павлина
Акония Фабия Павлина (на латински: Aconia Fabia Paulina; † 384 г.) е благородничка от Древен Рим през 4 век.

## Биография
Дъщеря е на Фабий Аконий Катулин Филоматий (praefectus urbi 342 – 344 г., консул 349 г.), син на Аконий Катулин, проконсул на Африка през 317 – 318 г.
Тя се омъжва през 344 г. за езичника сенатор Ветий Агорий Претекстат. Той е от най-влиятелните нехристиянски езичнически аристократи през късния 4 век.
Тя организира празненствата Елевзински мистерии и Лерниански мистерии за Дионис и Деметра.
Претекстат и Павлина имат две къщи на Есквилин и на Авентин. Тя пише за съпруга си поема. Умира малко след Претекстат. Името на тяхното дете е неизвестно, но то поставя монумент със статуи в къщата им с надпис.